# Erkner
Erkner ist eine amtsfreie Stadt im Landkreis Oder-Spree in Brandenburg (Deutschland).

## Wortherkunft
Der Name der Stadt geht auf das sie durchfließende Gewässer zurück. Die erste nachweisliche Schreibweise dieses Gewässers war 1579 Arckenow. In diesem Wort ist noch klar die Herkunft von Arche erkennbar. Als Arche wird im Deutschen auch eine Umflut bezeichnet, die zwei größere Gewässer miteinander verbindet, in diesem Fall den Flakensee mit dem Dämeritzsee. Der Name ging bald von dem Gewässer auf beide Uferseiten über. Das nördlich gelegene Waldgebiet erhielt den Namen Erknersche Heide und die südlich entstandene Fischersiedlung den Namen Der Erkner. Die Archenow wird heute Flakenfließ genannt.

## Geographie
Erkner liegt in waldreicher Umgebung – nördlich die Erknersche Heide, im Osten die Rüdersdorfer Heide – zwischen dem Dämeritzsee, einer Ausweitung der Spree, und dem Flakensee, in den im Stadtbereich die Löcknitz mündet. Nachbarorte sind Woltersdorf, Grünheide (Mark), Gosen-Neu Zittau und Berlin.
Grenzbesonderheiten
Die Stadt Erkner liegt innerhalb des Berliner Autobahnrings, mit Ausnahme eines kleinen Waldstückes an der Spree bei Jägerbude in ihrem äußersten Südosten. Im Süden bildet das diesseitige Ufer der Spree die Grenze, nicht die Mitte des Flusses. Im Westen gehört der äußerste Zipfel einer Halbinsel zwischen Spree und Gosener Graben zu Erkner, während der Rest von ihr zu Berlin gehört. Dieser Landzipfel auf der anderen Seite der Spree ist nur über Wasser erreichbar. Außerdem besitzt die Stadt im Westen einen schmalen Streifen Land, der südlich der Niederschlesischen Bahntrasse bis zur Erknerstraße in Wilhelmshagen verläuft. Auf diesem befindet sich eine Brunnengalerie des Wasserverbands Strausberg-Erkner (WSE).

### Stadtgliederung
Zu Erkner gehören die Wohnplätze Alte Hausstelle, Heim Gottesschutz, Hohenbinde, Jägerbude, Karutzhöhe, Neu Buchhorst, Neuseeland, Schönschornstein und Spreeeck.

### Nachbargemeinden
|                   | Woltersdorf                                 |           |
| Berlin-Rahnsdorf  | Kompassrose, die auf Nachbargemeinden zeigt | Grünheide |
| Berlin-Müggelheim | Gosen-Neu Zittau                            | Spreeau   |

## Geschichte
Bis zu einer Gebietsreform im Jahr 1884 war das Gebiet der heutigen Stadt Erkner entlang des Flakenfließes geteilt. Die Nordhälfte gehörte als Teil der Erknerschen Heide zum Domänenamt Cöpenick, die Südhälfte gehörte als Teil der Rüdersdorfer Heide zum Domänenamt Rüdersdorf.

### 16.–18. Jahrhundert

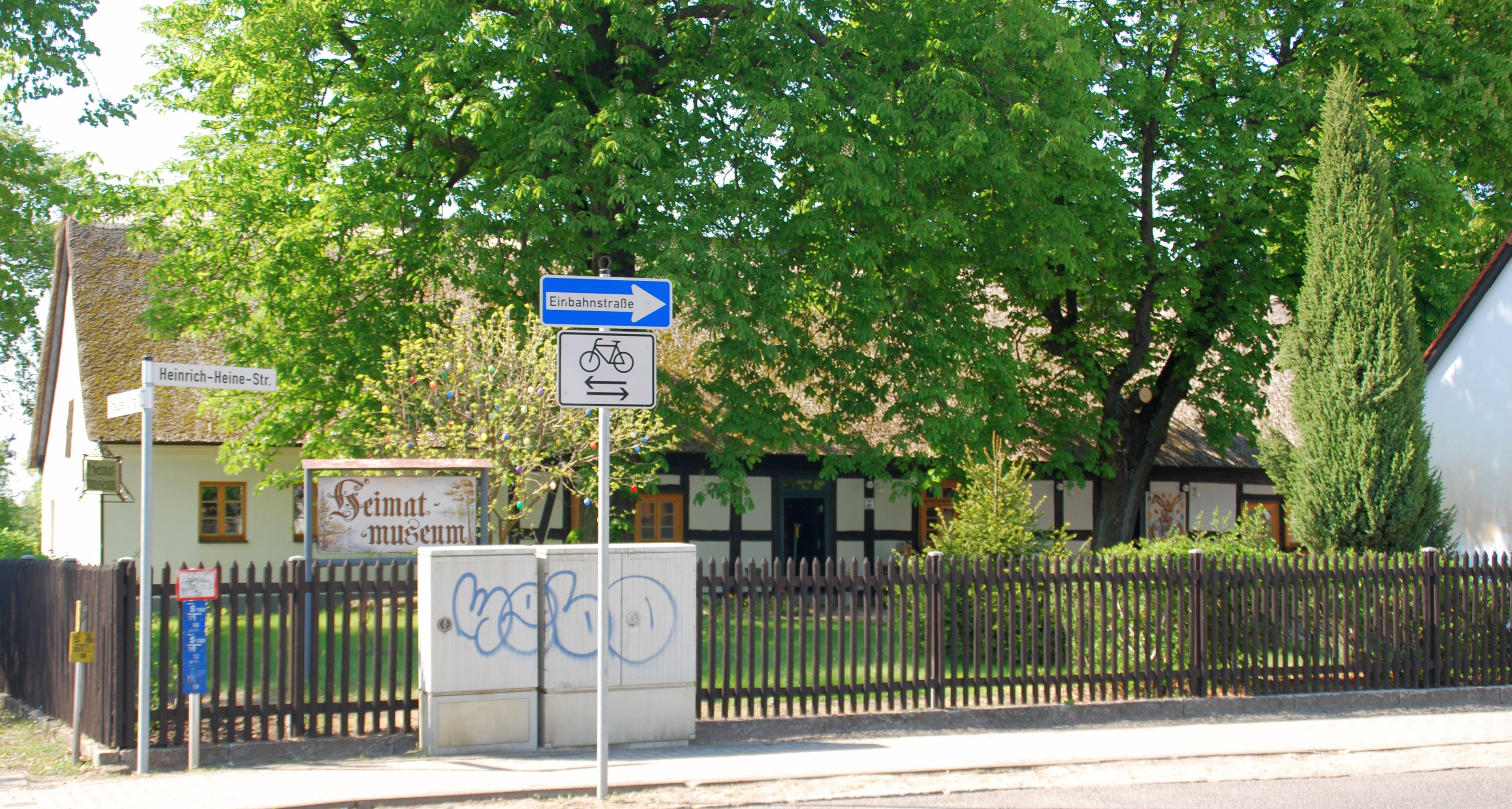
Heimatmuseum im ältesten Haus Erkners

Erkner wurde am 28. Januar 1579 erstmals unter dem Namen Arckenow im Rüdersdorfer Kirchenbuch als Wohnstätte eines Fischers urkundlich erwähnt („Mittwochs post Convers Pauli hat Hans der Fischer im Arckenow taufen lassen Und ist genant Maria.“). Die Taufe fand in der Woltersdorfer Kirche statt, zu deren Einzugsbereich die Bewohner des heutigen Erkners bis zum Bau einer eigenen Kirche gehörten. Aus dem Flurnamen Arckenow entwickelte sich die Namensgebung Erkenau – Erkener – Erkner. Eine weitere urkundliche Erwähnung existiert aus dem Jahr 1657, als ein Heideläufer in Erkner erwähnt wurde. Bis zum Jahr 1701 wuchs die Fischersiedlung Arckenow auf lediglich sieben Häuser an. Dies änderte sich, als 1712 in Erkner eine Posthalterei für die neue Postlinie von Berlin nach Frankfurt (Oder) eingerichtet wurde. Allerdings wurde auch noch 1738 von einem Fleck Land an der Köpenicker Erckenowschen Heide berichtet. Ab 1748 siedelten sich im Zuge der friderizianischen Binnenkolonisierung drei Pfälzer Bauernfamilien auf dem Buchhorst im heutigen Ortsteil Neuseeland an. Später verlegten sie ihre Höfe an den östlichen Teil der heutigen Buchhorster Straße. Einer dieser Höfe mit dem ältesten Haus Erkners beherbergt heute das „Heimatmuseum Erkner“. Der preußische König Friedrich II. ließ 1752 in Erkner eine aus 1500 Bäumen bestehende Maulbeerplantage anlegen, von der heute nur noch ein Baum in der Friedrichstraße erhalten ist. Sie befand sich auf einer Fläche, die als Kietzer Hütte (auch: Kietzer Huffen oder Modderloch) bezeichnet wurde. In seiner Nähe hatte der Posthalter Schmidt einen Bier- und Branntweinschank, ebenso ein weiterer dort ansässige Büdner. In diesem Zusammenhang kam es im genannten Jahr zu einer Erbverschreibung über 33 Morgen Land in der Rüdersdorfschen Heide sowie über acht Morgen Wiese im Buchhorstschen Luch. Im Jahr 1756 wurde von den Bewohnern auf der Rüdersdorfer Heide auf dem Erkner berichtet, darunter der Postillion, der Regimentsquartiermeister John, ein Büdner und zwei Leute sowie der Hegemeister auf dem Erkner, der dem Amt Köpenick zugehörig war. Kurz darauf erschienen zwei Krüge in den Akten (1764). Im Jahr 1770 kam es zur Bestellung des Unterförsters Fischer auf dem Erkner in den Ämtern Köpenick und Rüdersdorf. Bis 1773 war in Erkner ein Erbzinsgut entstanden, das der Familie von Marschall gehörte. Der Krug war im Besitz der von Larbusch. Außerdem gab es sechs Büdner, acht Paare und fünf einzelne Hausleute. Bis 1791 hatte sich die Einwohnerstruktur auf vier Büdner, zwölf Hausleute oder Einlieger und zwei Krüger gewandelt, die in Summe zwölf Feuerstellen (= Haushalte) betrieben.

### 19. Jahrhundert

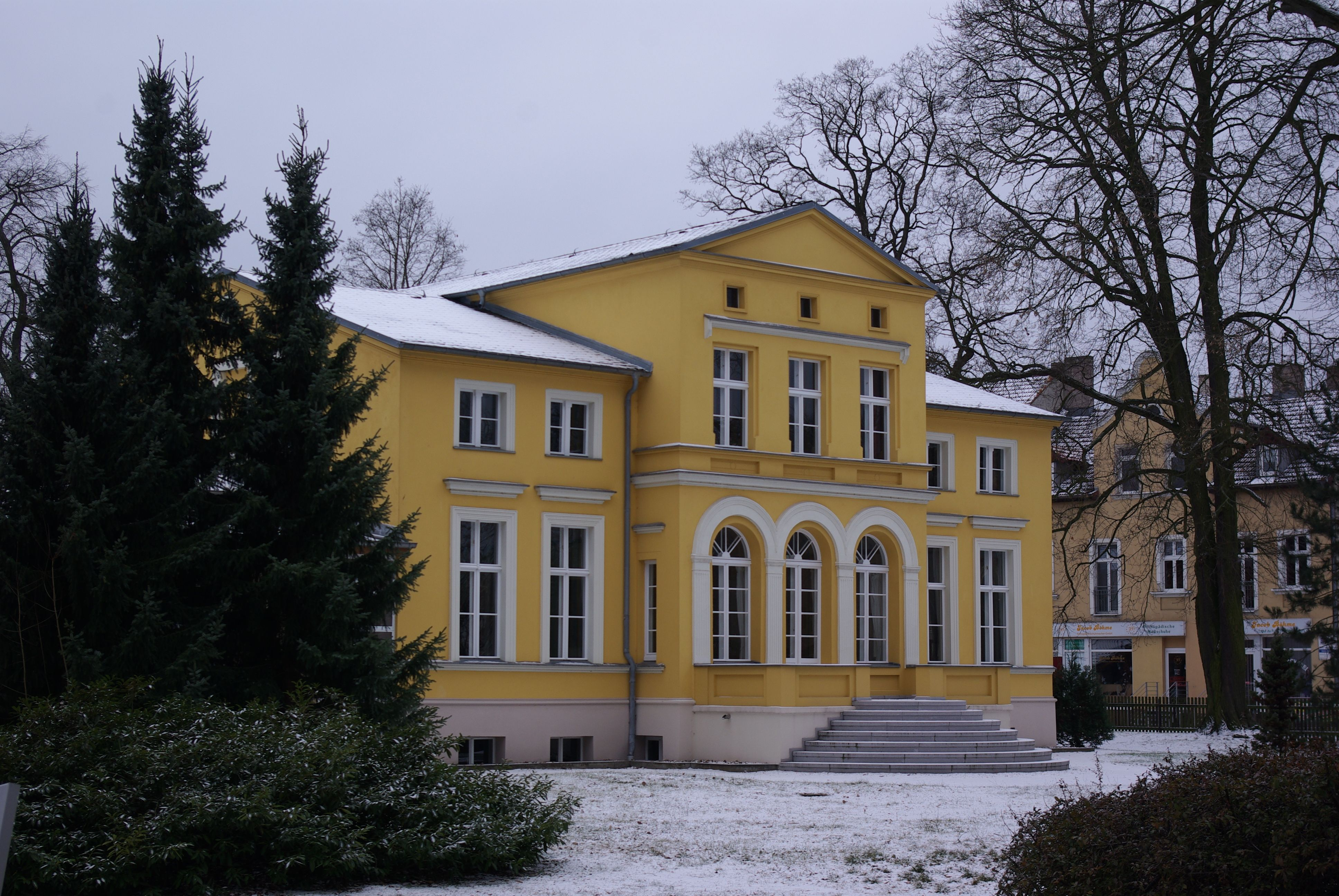
Gerhart-Hauptmann-Museum in der Villa Lassen

Im Jahr 1801 bestand Erkner aus der Kolonie und dem Krug mit sieben Büdnern, 15 Einlieger und zwei Krügen mit neun Feuerstellen (zum Kreis Oberbarnim zugehörig). Hinzu kam im Kreis Niederbarnim das Forsthaus mit dem königlichen Unterförster des Köpenickschen Reviers und ein Büdner mit zwei Feuerstellen. 1805 lebten im I. Heidedistrikt der Rüdersdorfer Heide (er umfasste etwa das heutige Stadtgebiet Erkners südlich des Flakenfließes einschließlich der Woltersdorfer Schleuse) 260 Menschen. Erkner war zu dieser Zeit ein Schifferdorf mit mehreren Wohnplätzen: „Der Erkner“, Neu Buchhorst, Schönschornstein, Alte Hausstelle, Hohenbinde, Jägerbude und bis 1884 Woltersdorfer Schleuse. Günstig gelegen an den Wasserwegen zwischen Oder, Spree, Havel und Elbe bestimmten insbesondere die Massentransporte von Kalk, Kohle und anderen Rohstoffen zwischen den Kalklagerstätten von Rüdersdorf/Kalkberge und Berlin („Berlin ist aus dem Kahn gebaut“) bzw. dem sich rasant entwickelnden Industriegebiet Schlesiens und Berlin die Fahrten der Schiffer Erkners, aber auch der Nachbarorte, wie Gosen-Neu Zittau oder Woltersdorf. Von 1818 bis 1952 gehörte Erkner zum Landkreis Niederbarnim. 1822 gaben in einer Einwohnerliste zwei Drittel der Familien Schiffer als Stand des Familienoberhauptes an. Bis zum Ende des 19. Jahrhunderts blieb dieses Gewerbe – gestützt auch durch bis zu fünf Werften – von Bedeutung für Erkner. Im Jahr 1840 bestand Erkner aus Forsthaus und Kolonie mit 15 Wohnhäusern. 1842 wurde die Berlin-Frankfurter Eisenbahn mit dem Haltepunkt Erkner eröffnet, der aber schon im folgenden Jahr wegen des großen Zuspruchs von Berliner Ausflüglern zum Bahnhof erweitert wurde. Diese Eisenbahnlinie verbindet ab 1846 mit der Niederschlesischen – jetzt als Niederschlesisch-Märkische Eisenbahn – Berlin über Erkner mit Breslau und damit die beiden neben dem Ruhrgebiet wichtigsten Industriegebiete Preußens. Im Jahr 1854 begann der Bau des ersten Schulhauses in Erkner, das 1912 abgerissen wurde. Die Industrialisierung von Erkner wurde durch die Gründung der ersten großen kontinentaleuropäischen Teerdestillation durch Julius Rütgers im Jahr 1860 eingeleitet. In dieser Zeit war die Kolonie um zwei Abbauten am Flakensee angewachsen: Fischerhaus und Schiffbauer. Die Landgemeinde Erster Heidedistrikt bestand mit einem Abbau. In Summe gab es ein öffentliches, 28 Wohn- und vier Wirtschaftsgebäude (darunter eine Kalkbrennerei). In der Nähe der Kolonie gab es den Schutzbezirk mit Forsthaus Erkner, in dem ein Wohn- und drei Wirtschaftsgebäude standen. Der Bahnhof bestand aus zwei Gebäuden; hinzu kam das Etablissement Hessenwinkel mit zwei Wohn- und fünf Wirtschaftsgebäuden. Die damals für gesundheitsförderlich gehaltenen Abgase der Teerfabrikation führten dazu, dass sich Erkner von etwa 1880 bis zum Ende des Zweiten Weltkriegs als Luftkurort bezeichnete und so den Fremdenverkehr zu steigern suchte. Als prominentester Dauer-Kurgast lebte der Schriftsteller und spätere Nobelpreisträger Gerhart Hauptmann von 1885 bis 1889 in Erkner, dem dieser Luftwechsel von seinen Ärzten empfohlen worden war. Seit 1888 trägt der I. Heidedistrikt auch amtlich den Namen Erkner. Er bestand neben der Kolonie aus der Kolonie Bahnhof Erkner mit der Häusergruppe Alte Hausstelle, der Kolonie Neubuchhorst, der Kolonie Schilffbauerstelle am Dämeritzsee, der Kolonie Hohenbinde, Haus Jägerbude, Häusergruppe Schönschornstein, Hof Wuhlhorst und Vorwerk Karutz. Die 1899 gebildete Oberförsterei Erkner entstand aus Teilen der Oberförsterei Rüdersdorf mit den Schutzbezirken Hohenbinde, Schmalenberg, Störitzsee und dem Forstaufseherbezirk Alt Mönchwinkel sowie der Oberförsterei Friedersdorf mit den Schutzbezirken Burig und Triebsch aus dem Kreis Beeskow-Storkow. Diese wurde 1918 mit der aufgelösten Oberförsterei Rüdersdorf vereinigt; dabei kamen die Schutzbezirke Burig und Triebsch zurück an die Oberförsterei Friedersdorf.

### 20. Jahrhundert

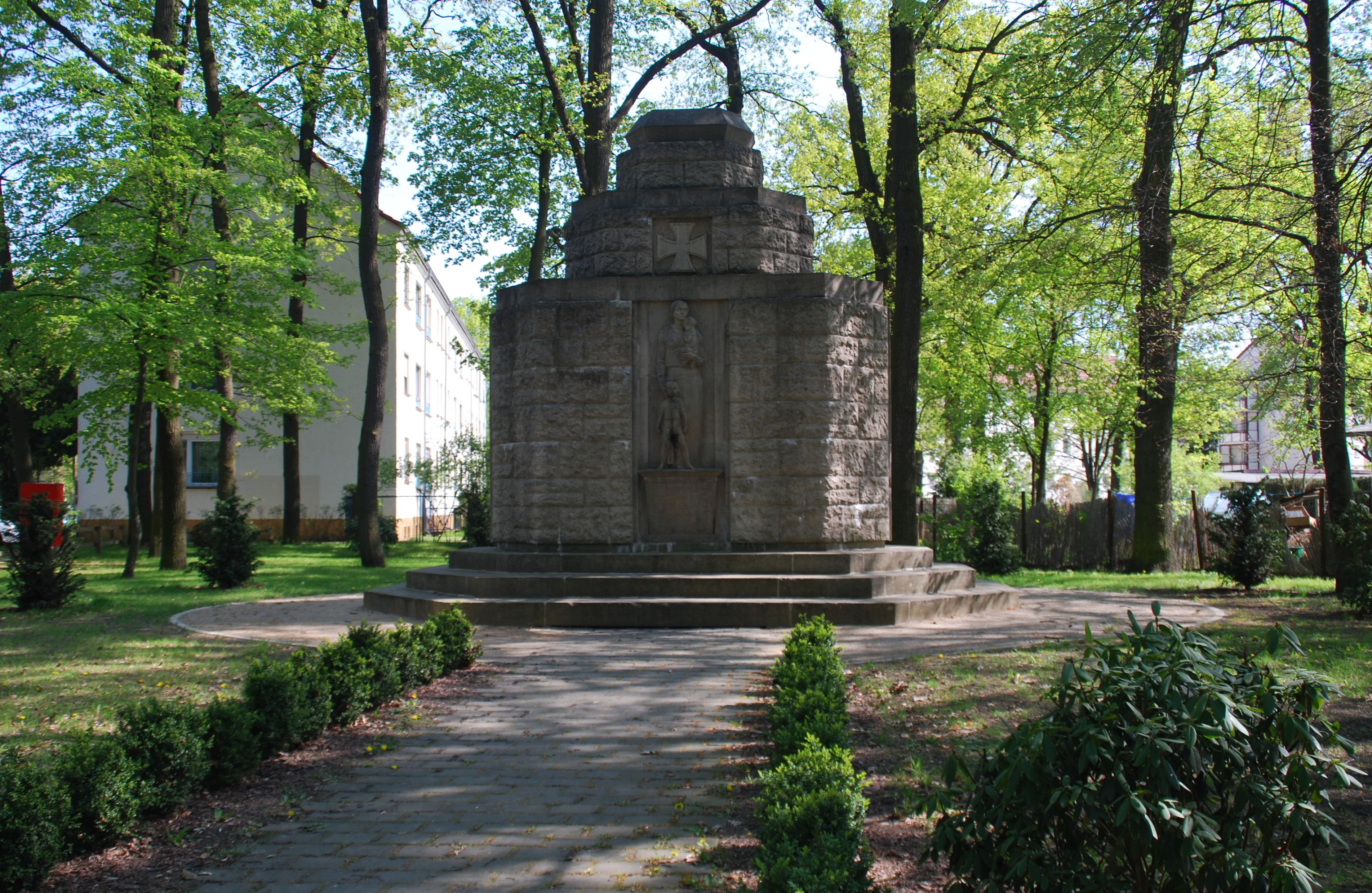
Kriegerdenkmal für die Gefallenen im Ersten Weltkrieg

Ab 1909 begann auf dem Firmengelände Rütgers in Zusammenarbeit mit Leo Baekeland die weltweit erstmalige industriemäßige Produktion von Kunststoffen (Bakelite). Am 25. Mai 1910 wurde hier die Bakelite Gesellschaft m.b.H. Berlin-Erkner gegründet. Erst Ende des Jahres entstand Baekelands Firma in den USA. 1910 wurde die katholische Kirchengemeinde St. Bonifatius Erkner gegründet. Im Jahr 1927 gab es die Gemarkung Haus Arthurshöhe. Im Jahr 1928 wurde Erkner an das Berliner S-Bahn-Netz angeschlossen, und es entstand die S-Bahn-Verbindung zwischen Erkner und Potsdam über die Berliner Stadtbahn, von der eine Teilstrecke noch als Linie S3 existiert. Im gleichen Jahr kam eine 27 Hektar große Wiesenexklave des Gutsbezirks Schöneiche an die Gemeinde. In Erkner standen im Jahr 1931 insgesamt 774 Wohnhäuser. Die Landgemeinde umfasste im Folgejahr zehn Wohnplätze: Alte Hausstelle, Forstsekretärsgehöft Erkner, Hohenbinde, Jägerbude, Kreiswasserwerk, Schönschornstein, Spree Eck, Wuhlhost, Siedlung Eigenheim und Siedlung Unter den Eichen. Kurz darauf erfolgte die Umgemeindung der Erwerbslosensiedung Eigenhilfe bei Erkner vom Gutsbezirk Rüdersdorfer Heide in den Gemeindebezirk Erkner (1933); gleiches erfolgte mit dem Wohnplatz Mädchenheim Gottesschutz. Im Jahr 1939 gab es in Erkner einen land- und forstwirtschaftlichen Betrieb mit mehr als 100 Hektar Fläche. Fünf Betriebe hatten zwischen 20 und 100 Hektar, sechs zwischen 10 und 20 Hektar, vier zwischen 5 und 10 Hektar sowie 31 zwischen 0,5 und 5 Hektar.
Im Rahmen der Aufrüstung der Wehrmacht in der Zeit des Nationalsozialismus wurde 1938 ein Zweigwerk der Schweinfurter Vereinigte Kugellagerfabriken AG (VKF, ab 1953 SKF) eröffnet, das bis 1944 (laut einem US-Flugblatt nach dem Bombenangriff 1944) zum „wichtigsten Kugellagerwerk der deutschen Rüstungsindustrie geworden“ sein soll. Unter den im Krieg ca. 2000 dort tätigen Personen waren viele Zwangsarbeiter. Am 8. März 1944 wurde Erkner durch Verbände der 8th Air Force der USAAF mit 320 B-17- und 150 B-24-Bombern angegriffen. Insgesamt fielen 291,5 t Spreng- und 609 t Brandmunition auf den Ort nieder. Rund 230 Tote waren zu beklagen, 1007 von 1333 Häusern wurden restlos zerstört oder waren nahezu unbewohnbar. Erkner wurde am 21. April 1945 kampflos der Roten Armee übergeben.
Nach dem Zweiten Weltkrieg wurden im Rahmen der Bodenreform 110,5 Hektar Fläche enteignet und neu aufgeteilt. Zwei Hektar gingen an einen Landarbeiter, neun Hektar an vier landarme Bauern, 4,5 Hektar an einen Kleinpächter, 27 Hektar an die VdgB sowie 41 Hektar an Behörden. Weitere 27 Hektar Wald gingen an neun Altbauern, die bis zu 15 Hektar erhielten. Die Landgemeinde umfasste 1950 die Wohnplätze Alte Hausstelle, Am Karutzsee, Autobahn-Straßenmeisterei, Bahnhaus 30, Forstsekretärgehöft, Hohenbinde, Jägerbude, Lindwall, Löcknitzinsel, Schönschornstein und Wuhlhorst. Im Jahr 1957 kam der Wohnplatz Karutzhöhe hinzu.

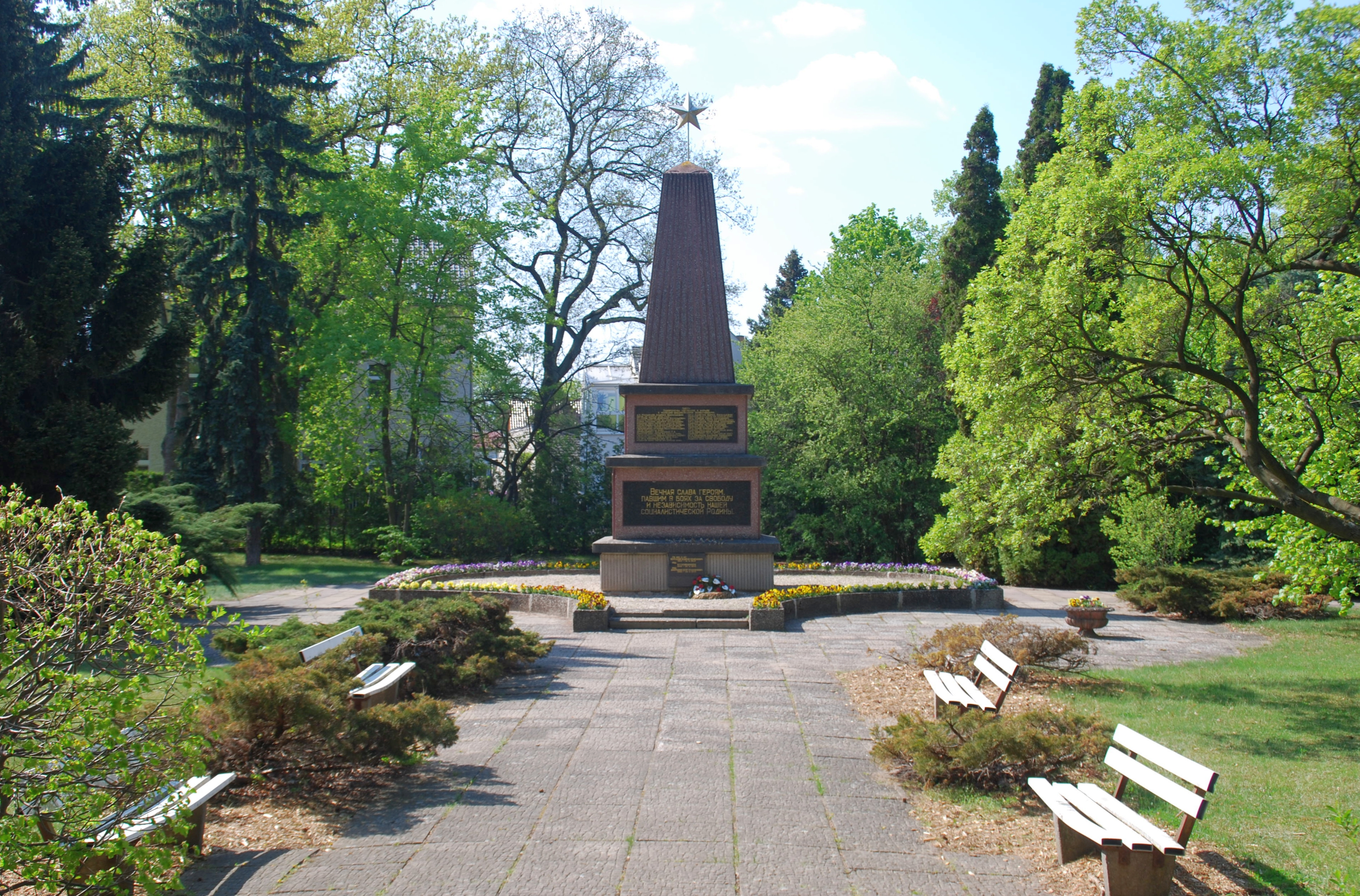
Sowjetisches Ehrenmal

Auf dem Gelände der im Krieg beschädigten und anschließend demontierten Bakelite GmbH entstand ab 1946 der „VEB Plasta Kunstharz- und Preßmassenfabrik Erkner“, der zu einem der größten Betriebe der Stadt wurde. Das Werk spezialisierte sich auf hochfeste, faserverstärkte Formmassen und technische Phenolharze. 1977 kam außerdem ein Forschungszentrum für Duroplaststoffe hinzu. Auf Modernisierungen des Werks wurde auf Kosten der Umwelt jedoch weitestgehend verzichtet, was zu einer starken Geruchs- und Grundwasserbelastung führte. Das Gelände wurde nach der politischen Wende saniert, die Schadstoffemissionen wurden um 94 % gesenkt. Die Verringerung der Schadstoffe im Grundwasser dauert bis heute an. Seit 2002 gehört dieser Betrieb zur finnischen Dynea. Ein zweiter großer Arbeitgeber im Ort war der Nachfolger der 1945 enteigneten Rütgerswerke „VEB Teerdestillation und Chemische Fabrik Erkner“, später Erkneraner Betriebsteil des PCK Schwedt. Viele Erkneraner Schulklassen hatten Patenbrigaden in diesen Betrieben. Nach ca. 135 Jahren endete die Geschichte dieses Erkner stark prägenden Betriebs 1995 mit dem Komplettabriss. Das ehemalige Firmengelände am Bahnhof Erkner beherbergt heute unter anderem die Stadthalle und den Busbahnhof.
Als erster Ort Ostdeutschlands nach der deutschen Wiedervereinigung erhielt Erkner am 6. Juni 1998 das Stadtrecht. Ein Jahr später wurde die Stadt als Mittelzentrum des Landes Brandenburg eingestuft.

### 21. Jahrhundert
Am 4. Dezember 2012 beschloss die Stadtverordnetenversammlung den Namenszusatz „Gerhart-Hauptmann-Stadt“.

## Bevölkerungsentwicklung
| Jahr | Einwohner |
| ---- | --------- |
| 1875 | 1.165     |
| 1890 | 2.295     |
| 1910 | 3.844     |
| 1925 | 5.703     |
| 1933 | 7.152     |
| 1939 | 8.234     |

| Jahr | Einwohner |
| ---- | --------- |
| 1946 | 06.459    |
| 1950 | 06.631    |
| 1964 | 08.330    |
| 1971 | 08.391    |
| 1981 | 12.313    |
| 1985 | 12.867    |

| Jahr | Einwohner |
| ---- | --------- |
| 1990 | 12.158    |
| 1995 | 11.802    |
| 2000 | 12.128    |
| 2005 | 11.829    |
| 2010 | 11.580    |
| 2015 | 11.668    |

| Jahr | Einwohner |
| ---- | --------- |
| 2020 | 11.935    |
| 2021 | 11.840    |
| 2022 | 11.607    |
| 2023 | 11.651    |
| 2024 | 11.641    |

Gebietsstand des jeweiligen Jahres, Einwohnerzahl: Stand 31. Dezember (ab 1991),, ab 2011 auf Basis des Zensus 2011, ab 2022 auf Basis des Zensus 2022

## Politik

### Stadtverordnetenversammlung
Die Stadtverordnetenversammlung von Erkner besteht aus 22 Stadtverordneten und dem hauptamtlichen Bürgermeister. Die Kommunalwahl am 9. Juni 2024 führte bei einer Wahlbeteiligung von 63,5 % zu folgendem Ergebnis:
| Partei / Wählergruppe                      | Stimmenanteil 2014 | Sitze 2014 |  | Stimmenanteil 2019 | Sitze 2019 |  | Stimmenanteil 2024 | Sitze 2024 |
| ------------------------------------------ | ------------------ | ---------- |  | ------------------ | ---------- |  | ------------------ | ---------- |
| SPD                                        | 44,2 %             | 10         |  | 37,6 %             | 8          |  | 29,6 %             | 7          |
| AfD                                        | –                  | –          |  | –                  | –          |  | 28,2 %             | 6          |
| CDU                                        | 17,0 %             | 4          |  | 19,7 %             | 4          |  | 14,7 %             | 3          |
| Die Linke                                  | 36,3 %             | 8          |  | 30,0 %             | 7          |  | 10,3 %             | 2          |
| Bündnis LOS für Vernunft und Gerechtigkeit | –                  | –          |  | –                  | –          |  | 06,2 %             | 1          |
| Bündnis 90/Die Grünen                      | –                  | –          |  | 12,7 %             | 3          |  | 06,0 %             | 1          |
| ÖDP                                        | –                  | –          |  | –                  | –          |  | 03,1 %             | 1          |
| FDP                                        | 02,6 %             | –          |  | –                  | –          |  | 01,9 %             | 1          |
| Insgesamt                                  | 100 %              | 22         |  | 100 %              | 22         |  | 100 %              | 22         |

### Bürgermeister
- 1991–2002: Joachim Schulze (SPD)[11]
- 2002–2018: Jochen Kirsch (SPD)[12]
- seit 2018:0. Henryk Pilz (CDU)

Pilz wurde in der Bürgermeisterstichwahl am 4. März 2018 mit 51,4 Prozent der gültigen Stimmen gewählt. Seine Amtszeit beträgt acht Jahre.

### Wappen
| Wappen von Erkner | Blasonierung: „Im blauen Schild ein goldener Schrägrechtsbalken überdeckt von einem schwarzen bewurzelten Maulbeerbaum mit grünen Blättern und zwei silbernen Maulbeeren.“ |
| Wappen von Erkner | Das Wappen wurde am 15. Dezember 1992 durch das Ministerium des Innern genehmigt.                                                                                          |

### Dienstsiegel
Das Dienstsiegel zeigt das Wappen der Stadt mit der Umschrift STADT ERKNER • LANDKREIS ODER-SPREE.

### Städtepartnerschaft
Eine Partnerschaft besteht mit der polnischen Gemeinde Gołuchów (Goluchow) in der Woiwodschaft Großpolen.

## Sehenswürdigkeiten und Kultur

### Museen
In der Villa Lassen (Gerhart-Hauptmann-Straße 1/2), in der der spätere Literaturnobelpreisträger 1885–1889 gelebt hatte, ist das Gerhart-Hauptmann-Museum mit einer ständigen Ausstellung zum Leben, Werk und Wirken des Dichters sowie einer Forschungsbibliothek untergebracht.
Das Heimatmuseum (Heinrich-Heine-Straße 17) ist der zentrale Standort des Museumshofes am Sonnenluch.

### Sakralbauten

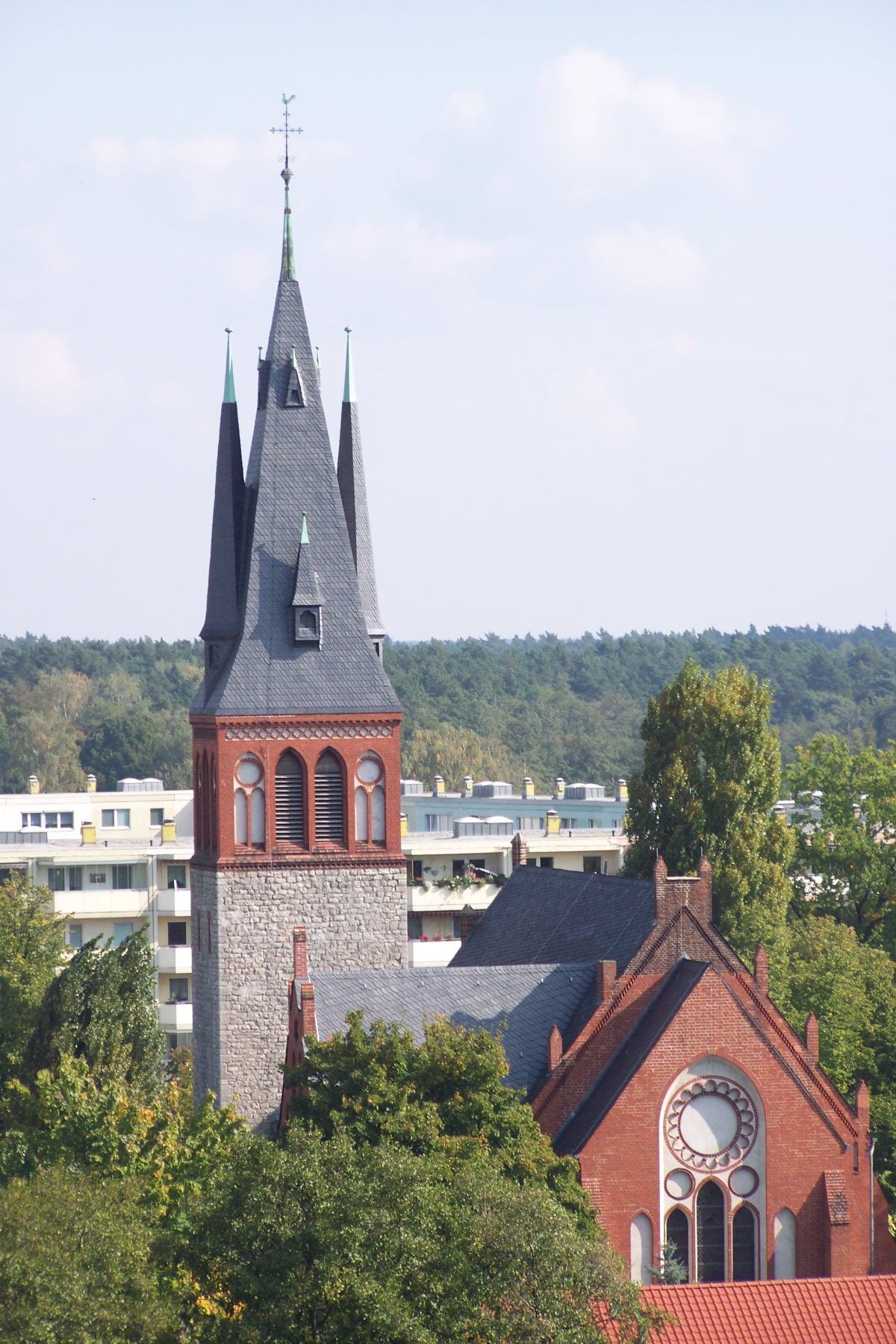
Genezareth-Kirche

In Erkner befinden sich drei Kirchen:
- evangelische Genezareth-Kirche (1896, neugotisch, nach Kriegszerstörungen wiederaufgebaut)
- katholische Kirche St. Bonifatius (1932, frühmodern, Wiederaufbau 1949)
- neuapostolische Kirche (Mitte der 1990er Jahre)

### Geschichtsdenkmale
- Ehrenmal von 1994 für alle Opfer des Faschismus, des Krieges und der Gewaltherrschaft an der Neu-Zittauer Straße Ecke Hohenbinderstraße
- zwischen 2006 und 2014 wurden in der Stadt 20 sogenannte Stolpersteine zur Erinnerung an Schicksale von Menschen aus Erkner in der Zeit des Nationalsozialismus in Gehwege eingelassen (siehe Liste der Stolpersteine in Erkner)

## Wirtschaft und Infrastruktur

### Industrie
Erkner ist ein Standort der chemischen Industrie (Werk von Prefere Resins).

### Verkehr

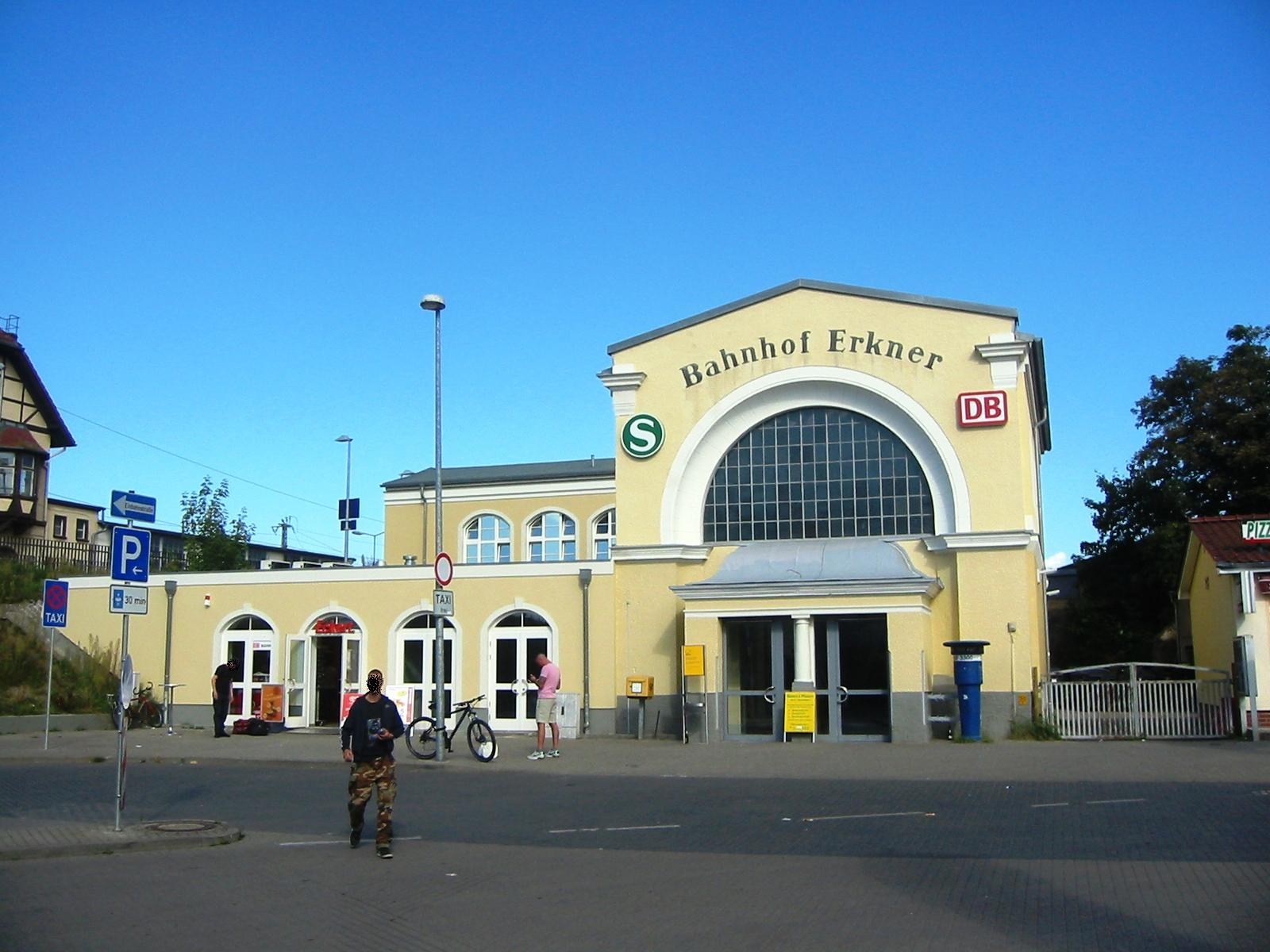
Empfangsgebäude des Bahnhofs Erkner (2014)

#### Straßenverkehr
Erkner liegt an den Landesstraßen L 30 von Rüdersdorf nach Königs Wusterhausen (Woltersdorfer Landstraße nach Norden, Neu Zittauer Straße nach Süden) und L 38 von der Berliner Stadtgrenze nach Grünheide (Berliner Straße nach Westen, Fangschleusenstraße nach Osten).
An der östlichen Stadtgrenze befindet sich die Autobahn-Anschlussstelle Erkner der A 10 (östlicher Berliner Ring).

#### Schienenverkehr
Der Bahnhof Erkner liegt an der Niederschlesisch-Märkischen Eisenbahn. Hier halten die Züge der Regional-Express-Linie RE 1 (Magdeburg –) Brandenburg – Berliner Stadtbahn – Frankfurt (Oder) (–  Eisenhüttenstadt – Cottbus). Außerdem ist Erkner der östliche Endpunkt der Berliner S-Bahn-Linie S3, die von hier über Berlin Ostkreuz in die Berliner Innenstadt fährt.
Im Jahr 2009 wurden im Zuge des Projekts Ausbaustrecke (ABS) Berlin – Frankfurt (Oder) die Gleisanlagen im Bahnhof umgestaltet und die beiden Regionalbahnsteige komplett neu errichtet. Von 2010 bis 2011 erfolgte die energetische Sanierung des Empfangsgebäudes, daran anschließend wurden die S-Bahnsteige erneuert. Insgesamt wurden über acht Millionen Euro in die Maßnahmen investiert.

#### Öffentlicher Nahverkehr
Der öffentliche Personennahverkehr wird unter anderem durch den PlusBus des Verkehrsverbund Berlin-Brandenburg erbracht. Folgende Verbindungen führen, betrieben von der Busverkehr Oder-Spree, Regionale Verkehrsgesellschaft Dahme-Spreewald und Märkisch-Oderland Bus, ab Erkner:
- Linie 420: Erkner – Woltersdorf – Schöneiche – Neuenhagen
- Linie 428: Erkner – Neu Zittau – Wernsdorf – Königs Wusterhausen
- Linie 950: Erkner – Woltersdorf – Rüdersdorf – Strausberg

Der ZOB am Bahnhof ist der zentrale Umsteigepunkt für die Buslinien im Raum Erkner. Neben zahlreichen brandenburgischen Linien hält hier auch die Berliner Buslinie 161, die von Erkner über Rahnsdorf bis nach Schöneiche fährt.

### Wissenschaft
In Erkner befindet sich das sozialwissenschaftliche Leibniz-Institut für Raumbezogene Sozialforschung (IRS). Das international vernetzte Institut widmet sich der angewandten Grundlagenforschung zur Zukunftsfähigkeit von Städten und Regionen. Untersuchungsräume sind zurzeit die neuen Bundesländer, die Bundesrepublik Deutschland und ausgewählte Regionen in Europa.

### Bildung
Die Stadt Erkner hat eine Grundschule (Löcknitz-Grundschule) sowie zwei weiterführende Schulen (Oberschule „Johannes R. Becher“ und Carl Bechstein Gymnasium). Weiterhin existieren zwei Förderschulen (Schule am Rund und Förderschule für geistig Behinderte).
Das Bildungszentrum Erkner ist eine Einrichtung des BKK Dachverbands und der Deutschen Rentenversicherung, an dem hauptsächlich Sozialversicherungsrecht unterrichtet wird.

## Persönlichkeiten

### Ehrenbürger
- Carl Bechstein (1826–1900), Klavier- und Flügelbauer, Ehrenbürger 1893, seine damalige Villa dient heute als Rathaus
- Bernd Rühle (1932–2014), Heimatforscher, Kulturamtsleiter und Direktor des örtlichen Heimatmuseums, Ehrenbürger 2003

### Söhne und Töchter der Stadt
- Ivo Hauptmann (1886–1973), Maler, ältester Sohn von Gerhart Hauptmann
- Jürgen Kieser (1921–2019), Comic-Zeichner (Fix und Fax) und Karikaturist
- Ute Sielisch (* 1924), Schauspielerin
- Horst Seeger (1926–1999), Musikwissenschaftler, Intendant
- Gerhard-Peter Mielke (* 1941), Politiker (NDPD)
- Jochen Oehler (1942–2017), Verhaltensbiologe

### Mit Erkner verbundene Persönlichkeiten
- Gerhart Hauptmann (1862–1946), Literaturnobelpreisträger, lebte von 1885 bis 1889 in Erkner. Seine drei Söhne wurden in Erkner geboren. Zahlreiche Werke Hauptmanns spielen in oder um Erkner, viele Einwohner wurden Vorbilder seiner Figuren, so unter anderem die Mutter Wolffen im Biberpelz, der Bahnwärter Thiel oder die Familie Kielblock in Fasching.
- Albert Kiekebusch (1870–1935), Prähistoriker und Heimatforscher, lebte von 1919 bis 1935 in Hohenbinde
- Marianne Boblenz (1878–1960), Malerin und Grafikerin, lebte ab 1910 in Erkner
- Walter Sawall (1899–1953), zweifacher Steher-Weltmeister, lebte und starb in Erkner, dort ist auch seit 1932 eine Straße nach ihm benannt
- Michael Otto (* 1938), Maler und Grafiker, in Erkner aufgewachsen, legte dort 1957 an der damaligen Fontane-Oberschule sein Abitur ab
- Helga M. Novak (1935–2013), Schriftstellerin, verbrachte in Erkner ihre Jugend und ihre letzten Lebensjahre